# Darlyn Gayol
Darlyn Gayol, vollständiger Name Darlyn Julio Gayol Buzetta, (* 20. November 1964 in Rosario) ist ein ehemaliger uruguayischer Fußballspieler und heutiger Trainer.

## Karriere

### Spielertätigkeit
Der auf der Torhüterposition agierende Gayol gehörte zu Beginn seiner Karriere 1984 der Departamento-Auswahl von Colonia an, mit der er in jenem Jahr Meister wurde. Von 1985 bis 1986 spielte er auf Vereinsebene für Central Español. Es folgte 1987 eine Karrierestation in Argentinien beim CA Lanús. Von 1988 bis 1989 war er für den Club Sportivo Cerrito aktiv. Von dort wechselte er innerhalb Montevideos für das Jahr 1990 zu Miramar Misiones. 1991 verpflichteten ihn die Rampla Juniors. Dieses Engagement endete 1993. In den Jahren 1994 und 1994 stand er im Kader des Uruguay Montevideo FC. 1997 kehrte er zu den Rampla Juniors zurück. Im Folgejahr war er Spieler des Club Artigas aus Rocha und erreichte mit der Mannschaft die Vizemeisterschaft des Landesinneren. 1999 schloss er sich dem Rocha FC an und hütete bis 2001 das Tor der Osturuguayer. 2002 wird als letzter Verein für ihn Rampla aus Rocha geführt.

### Trainerlaufbahn
Gayol schlug nach seiner aktiven Karriere eine Laufbahn als Trainer ein. Zunächst wirkte er 2002 als Assistent von Juan Ramón Carrasco beim Rocha FC. Nachdem er von 2004 bis 2005 Direktor der Fußballschule IMC in Colonia war, hatte er 2006 erneut die Co-Trainerposition beim Abha Club in Saudi-Arabien an der Seite von Carlos Dante Cardozo inne. Zudem zeichnete er dort für die Teams der U-18 und U-20 verantwortlich. Mit der Mannschaft siegte er in der Copa Red Faid Faishal. 2007 folgte eine Anstellung in der Fußballschule „El General“ in Colonia. Sodann war er von 2007 bis 2008 Assistenz- und Torwarttrainer der Departamento-Auswahl von Colonia, mit der er sowohl den Titel als Campeón del interior und die Copa San Isidro de Curuguaty gewann. Ebenfalls 2008 trainierte er den Club Nacional aus Nueva Helvecia. Sein Team entschied die Clausura zu dessen Gunsten und qualifizierte sich für die Liga Mayor de Colonia. Im Folgejahr war Gayol Cheftrainer bei Colonia aus Florencio Sánchez in der Copa OFI. Mitte Januar 2010 übernahm er seine erste Cheftrainerposition im Profibereich bei Plaza Colonia und hatte diese bis Ende Juni 2010 inne. Anschließend trainierte er ab Juli 2011 die Mannschaft von Central Español. Dort wurde er am 23. Februar 2013 entlassen. Von November 2013 bis Ende Juni 2014 hatte er die Verantwortung für das Ensemble des Canadian Soccer Club in der Segunda División inne. Im September 2014 verpflichtete ihn der Drittligist Uruguay Montevideo FC. Bei den Montevideanern war er bis Jahresende 2015 als Cheftrainer tätig. Seit Mitte Januar 2016 betreute er in Guatemala die Mannschaft von Nueva Concepción. Mindestens seit Januar 2017 ist er erneut – dieses Mal in verantwortlicher Funktion – Auswahltrainer von Colonia.